# Jurij Vardanjan
Jurij Norajrovič Vardanjan, detto Jurik (in armeno Յուրի Վարդանյան?; in russo Юрий Норайрович Варданян?; Gyumri, 13 giugno 1956 – Stati Uniti, 1º novembre 2018), è stato un sollevatore sovietico, dal 1991 armeno, vincitore della medaglia d'oro olimpica nella categoria 82,5 kg.

## Biografia
Nato a Leninakan all'epoca nella Repubblica Socialista Sovietica Armena (oggi Gyumri in Armenia), cominciò la pratica del sollevamento pesi sotto la guida dello zio Sergey Vardanyan esordendo a livello nazionale nel 1976 allorché nella categoria 75 kg vince la medaglia d'oro nella Coppa dell'Urss disputata a Sverdlovski.
L'anno successivo, passato alla categoria 82,5 kg., si confronta a livello internazionale con i più forti sollevatori al mondo e comincia a inalberare una serie di successi sia ai campionati del mondo che ai campionati europei culminati con la conquista della medaglia d'oro ai Giochi della XXII Olimpiade di Mosca (peraltro disputata senza Paesi del blocco occidentale).
Costretto a mancare i Giochi della XXIII Olimpiade di Los Angeles del 1984 a causa del contro boicotaggio sovietico, Vardanyan si consola con l'oro conquistato ai Giochi dell'Amicizia e con il record di 405 kg complessivi sollevati.
L'anno successivo vince ancora una volta la medaglia d'oro ai campionati del mondo di Södertälje in Svezia e sempre nel 1985 riceve l'Ordine di Lenin, onorificenza a lui conferita per i meriti sportivi.
Gli ultimi anni della sua attività sportiva sono influenzati negativamente dall'attività politica che nel frattempo ha intrapreso e che lo costringerà a mancare l'appuntamento con le Olimpiadi di Seul; diviene membro del Parlamento armeno ma proprio contrasti di natura politica lo spingono ad emigrare a Moorpark in California nel 1992.
Nel 1994 fu eletto membro della Hall of fame della International Weightlifting Federation.
Nel 2009 ha fatto rientro in Armenia con tutta la famiglia. In sinergia con il nuovo corso politico, è stato consigliere del presidente Serzh Sargsyan e quindi da questi nominato Ministro dello sport nel 2013. L'anno successivo viene invece nominato ambasciatore in Georgia, incarico mantenuto fino al 2017.
Muore il 1º novembre 2018, mentre era negli Stati Uniti.